# Monkey3
 (septembre 2023).
Si vous disposez d'ouvrages ou d'articles de référence ou si vous connaissez des sites web de qualité traitant du thème abordé ici, merci de compléter l'article en donnant les références utiles à sa vérifiabilité et en les liant à la section « Notes et références ».
Monkey3 est un groupe de rock suisse, originaire de Lausanne.

## Biographie
Originaire de Lausanne, Monkey3 a débuté en 2001 en tant que communauté de jam sessions nourries par l'amour de la musique psychédélique, stoner rock et space rock. En 2003, ils sont devenus un groupe permanent mettant en vedette Picasso à la basse, Walter à la batterie, Boris à la guitare et dB au clavier. Le premier album éponyme de Monkey3 est sorti en 2003 en autoproduction et pressé à 1000 exemplaires. En 2004, Monkey3 a signé un accord avec le label belge Buzzville Records et la première étape a été la réédition de Monkey3 à plus grande échelle. Le groupe a commencé à tourner en Europe dans le circuit des clubs underground, les plaçant ainsi sur la carte de la scène psychédélique / stoner rock européenne.
2006 est l'année de la deuxième sortie de Monkey3 : 39Laps (Buzzville Records). Ce disque établit le mélange unique de rock psychédélique, de stoner rock, de rock progressif et de space rock pour lequel le groupe est connu, cet album est souvent considéré comme le favori des fans. Le public a commencé à grandir, le groupe a fait de nombreuses tournées à travers l'Europe et est apparu dans des festivals tels que Roadburn et Stoned From The Underground.
Après des tournées intenses, le groupe enregistre et publie Undercover (2009), un album de reprises qui rend hommage aux influences musicales du groupe. Entre autres titres, une reprise live du classique intemporel d'Ennio Morricone, Once Upon A Time In The West, et une reprise puissante de Watching You de Kiss, mettant en vedette John Garcia (Kyuss, Unida, Hermano) en chanteur invité.
En 2011, le groupe a signé un accord avec le label allemand Stickman Records et sort l'album Beyond The Black Sky. Ce disque contient l'un des chevaux de bataille live de Monkey3 : Through The Desert.
The 5th Sun (2013) est la première étape de la collaboration entre Monkey3 et Napalm Records. Cet album contient la chanson Icarus qui a été votée comme l'une des chansons les plus remarquables de l'histoire du stoner rock.
Après le 5th Sun Tour, le cofondateur et bassiste du groupe, Picasso, quitte le groupe. Avec le nouveau bassiste Kevin, Monkey3 a commencé à travailler sur son prochain album : Astra Symmetry. L'album a été publié via Napalm Records en septembre 2016 et s'est classé 93e dans les charts allemands.
Au fil des ans, le quatuor suisse a effectué de nombreuses tournées en Europe et est apparu dans des festivals tels que Roadburn, Hellfest, Freak Valley, Desertfests, Burg-Herzberg, Rock Oz'Arènes, etc. Le sixième album studio du groupe, Sphere, est publié le 12 avril 2019 par Napalm Records et le septième album, Welcome To The Machine, sort en 2024.

## Discographie
- 2003 : Monkey3[1]
- 2006 : 39 Laps
- 2009 : Undercover (EP)
- 2011 : Beyond the Black Sky
- 2013 : The 5th Sun
- 2017 : Live At Freak Valley
- 2016 : Astra Symmetry
- 2019 : Sphere
- 2024 : Welcome To The Machine

## DVD
- 2009 : Live in Aventicum